# 春日山 (相撲)
春日山（かすがやま）は、日本相撲協会の年寄名跡のひとつ。初代・春日山が四股名として名乗っていたもので、その由来は定かではない。

## 名跡の変遷
春日山の名跡は、初代春日山以降、伊勢ノ海一門が代々襲名していたが、同一門の解散時、14代春日山（藤ノ川）は立浪部屋に合流。以降、立浪一門（のちの伊勢ケ濱一門）の名跡となる。
その後、あるいは他一門の年寄の借株襲名を含み、立浪一門内で保持し続けたが、20代春日山（春日富士）と21代春日山（濱錦）との間の名跡を巡る騒動等が解消しないまま、春日山部屋は閉鎖。21代が名跡を保有したまま退職していたが、時津風一門に所属していた伊勢ノ海部屋の勢翔太が名跡を取得して24代を襲名。春日山の名跡は数十年ぶりに伊勢ノ海の元に戻ることとなった。
立浪一門内での春日山名跡を巡る動き
15代春日山（大関・名寄岩）が再興した春日山部屋は、1990年、16代春日山(幕内・大昇)の退職にあわせて閉鎖し、残った弟子は安治川部屋に預けられる。名跡は16代が保有し、井筒部屋（時津風一門）の陣岳、逆鉾、薩洲洋がそれぞれ借株で襲名する（当初は板井が借株の予定であったが、相撲協会が年寄襲名の申請を却下したため廃業せざるを得なくなった）。
1996年、16代春日山の弟子であった春日富士が名跡取得の上20代春日山を襲名する。引退直後には安治川部屋の部屋付き親方を務めたが、翌年には内弟子一人を連れて春日山部屋を再興。その後、力士20名を超える大所帯となり、50部屋に及ぶ相撲部屋の中でも4,5番目に大きな部屋となっていた。
2010年頃、濱錦の力士引退が現実的になると、濱錦が襲名する年寄名跡の工面が検討された。この頃、高島部屋は弟子不足に悩まされていたことから、13代高島(関脇・高望山)が部屋と高島名跡を浜錦に継承するとともに、自らは濱錦が別途用意する名跡を継承したうえで、部屋付き親方になるという案が出た。引退後に新規で相撲部屋を開設する権利を持たない濱錦は、高島部屋に弟子を1名紹介して入門させた。
2011年、立浪部屋付きの14代雷(小結・羽黒岩)が定年退職すると、雷が空き名跡になることになった。そこで濱錦が雷を事前に確保しておき、引退の際に高島と名跡交換を行う計画が立てられた。20代春日山らの貸付により雷名跡の買受に必要な資金が準備され、濱錦は雷名跡を確保した。しかし予想外に2011年6月に高島部屋に所属力士がいなくなり部屋は消滅。雷と高島を交換することで濱錦を部屋持ち親方にする計画は頓挫した。
2012年1月、日本相撲協会の理事に就任した20代春日山は、自らは理事職に専念して、相撲部屋の運営は濱錦に譲ってもよいと考え、濱錦の引退後に雷と春日山の名跡交換を行い、濱錦が春日山部屋を継承することで合意。20名余の弟子を擁する春日山名跡と、部屋付き親方にすぎない雷名跡とでは財産的価値は大きく異ると考えられたが、濱錦から春日山への支払額や支払い方法については、春日山がしばらくは部屋の運営に関与した後、濱錦が親方として独り立ちした際に再度協議することとなった。
同年の3月場所前に濱錦が引退すると、相撲協会の承認により名跡交換が行われ、濱錦は21代春日山を襲名、20代春日山は16代雷に名跡変更した。この際、雷名跡の取得の際の貸付金と、春日山部屋継承の対価支払いが未了であったことから、名跡証書は16代雷が預かることとなった。
同年9月、16代雷は女性問題により相撲協会を退職すると、21代春日山の間で、支払い対価に関する話し合いが持たれたが、合意に至らなかった。
2013年、日本相撲協会が公益法人化への移行を目指す際に、名跡証書の提出を命じ、提出できない場合には部屋の存続を認めないとの方針を打ち出した。21代春日山は相撲協会に対して証書を紛失した旨の虚偽の申告を行い、再発行申請をしたところ、16代雷こと岩永が証書保有を表明したため、相撲協会が再発行を取り消すという事態に至った。
2013年11月、岩永が相撲協会を退職した後も名跡証書を不当に所持しているとして、21代春日山は名跡証書の引き渡しを求める訴訟を起こしたが、2016年の一審判決は岩永の証書所有の正当性を認める内容であった。21代春日山は高裁へと控訴したが2017年1月に相撲協会との人材育成契約更新がかなわず相撲協会を退職。これに伴い2017年2月20日、双方が請求を取り下げ和解して訴訟は終結した。和解から間もない3月9日に岩永は急死した。

## 春日山の代々
- 代目の太字は、部屋持ち親方。

| 代目 | 引退時しこ名              | 最高位 | 現役時の所属部屋                          | 襲名期間                              | 備考                            |
| ---- | ------------------------- | ------ | ----------------------------------------- | ------------------------------------- | ------------------------------- |
| 初代 | 春日山鹿右衛門(初代)      | ---    | ---                                       |                                       |                                 |
| 2代  | 春日山鹿右衛門(2代)       | ---    | 春日山部屋                                |                                       |                                 |
| 3代  | 礒碇平左衛門              | 関脇   | 大橋部屋                                  | 1770年11月-1804年2月（死去）          |                                 |
| 4代  | 春日山鹿右衛門(3代)       | 小結   | 伊勢ノ海-柏戸-伊勢ノ海- 柏戸-伊勢ノ海部屋 | 1805年10月-1822年10月（死去）         |                                 |
| 5代  | 玉川浪三郎                | 前4    | 春日山-柏戸-伊勢ノ海部屋                  | 1826年1月-1829,30年?（廃業）          |                                 |
| 6代  | 荒海七之助                | 十2    | 春日山-柏戸-伊勢ノ海-柏戸部屋             | 1834年1月-1939年7月（死去）           |                                 |
| 7代  | 黒岩森之助                | 関脇   | 伊勢ノ海-柏戸-伊勢ノ海- 柏戸-伊勢ノ海部屋 | 1842,43年?-1844年?                    |                                 |
| 8代  | 鶴ヶ峰榮治                | 前5    | 春日山-雷部屋                             | 1854年2月-1859年7月（死去）           | 二枚鑑札                        |
| 9代  | 春日山鹿右エ門 (1819年生) | 前3    | 柏戸-伊勢ノ海部屋                         | 1862年2月-1863年7月（死去）           | 二枚鑑札                        |
| 10代 | 富田川枩藏                | 下13   | 柏戸-伊勢ノ海部屋                         | 1866年3月-1869年2月（死去）           | 二枚鑑札                        |
| 11代 | ?                         | ---    |                                           |                                       |                                 |
| 12代 | 朝日森万藏                | 十9    | 伊勢ノ海部屋                              | 1875年4月-1906年5月（廃業）           | 二枚鑑札                        |
| 13代 | 當り矢信太郎              | 前4    | 春日山部屋                                | 1906年5月-1923年9月（死去）           | 二枚鑑札                        |
| 14代 | 藤ノ川雷五郎              | 関脇   | 伊勢ノ海-式守伊之助-伊勢ノ海部屋          | 1925年1月-1954年9月（廃業）           |                                 |
| 15代 | 名寄岩静男                | 大関   | 立浪部屋                                  | 1954年9月-1971年1月（死去）           |                                 |
| 16代 | 大昇充宏                  | 前1    | 春日山-立浪-春日山部屋                    | 1971年2月-1990年7月（停年(定年)退職） |                                 |
| 17代 | 陣岳隆                    | 小結   | 君ヶ浜-井筒部屋                           | 1991年9月-1992年9月（廃業）           | 借株                            |
| 18代 | 逆鉾昭廣                  | 関脇   | 井筒部屋                                  | 1992年9月-1994年4月                   | 借株 15代井筒に名跡変更         |
| 19代 | 薩洲洋康貴                | 前1    | 君ヶ濱-井筒部屋                           | 1994年4月-1996年9月                   | 借株 13代熊ヶ谷に名跡変更       |
| 20代 | 春日富士晃大              | 前1    | 春日山-安治川部屋                         | 1996年9月-2012年2月                   | 16代雷に名跡変更                |
| 21代 | 濱錦竜郎                  | 前11   | 追手風部屋                                | 2012年2月-2017年1月（退職）           |                                 |
| 22代 | 翔天狼大士                | 前2    | 武蔵川-藤島部屋                           | 2017年12月-2019年7月                  | 一時的襲名 20代北陣に名跡変更   |
| 23代 | 武州山隆士                | 前3    | 武蔵川-藤島部屋                           | 2020年5月-2021年5月                   | 一時的襲名 13代待乳山に名跡変更 |
| 24代 | 勢翔太                    | 関脇   | 伊勢ノ海部屋                              | 2021年6月-                            |                                 |